# 盛岡茂美
盛岡 茂美（もりおか しげみ、1952年10月26日 - ）は、日本の小説家、エッセイスト。
鹿児島県名瀬市(現奄美市)出身。鹿児島県立大島高校、1978年早稲田大学第一文学部社会学専攻卒業。
日本文藝家協会会員。

## 略歴
大学卒業後、地方公務員として神奈川の県立高校で英語教諭として勤務。勤務の傍ら1983年シナリオ講座に入学、研修科卒業。
1980年代以降、奄美大島の南海日日新聞を中心に、徹底して奄美にこだわり執筆活動を展開。
2018年県立高校を退職。

## エピソード
- 小学校時代に1年間徳之島で過ごす。高校時代はバスケットボール部に所属。
- 大学時代は久間十義と親交を持つ[注釈 1]。
- 日本シナリオ作家協会主催シナリオ講座では1期上に中園ミホがおり、シナリオ論議を交わす。同期には坂手洋二がいた。卒業作品が新藤兼人監督によってゼミの代表作品に選ばれ[2]、その後大原豊監督とともに映画シナリオ執筆するも映画化には至らず。またテレビドラマの原案作りやドキュメンタリー制作に携わる。
- 奄美大島出身の画家・宮トオルと親交を持つ。
- 造形作家・菱刈俊作と親交を持つ。造形作家の菱刈俊作が「クラウディライフ」の挿絵を担当。
- 教員時代の1980年6月-1982年6月に同人「杼」を刊行。

## 作品リスト
- 都会(まち)に吹く南風（はえ）（1995年12月、海風社 南島叢書）：単行本[3]
- 板付け舟で都会（まち）を行く（2008年12月、海風社 南島叢書）：単行本[4]
- クラウディライフ（コメデイ小説、南海日日新聞連載後2015年にアマゾン電子書籍化 Kindle版）
  - 第一話 妄想航路[5] 主人公の四十代サラリーマンが新しい日々へ踏み出そうとする姿を滑稽に描く。
  - 第二話 十六番目の女[6] 高校時代、クラスの二十人いる女子の中で、何を取っても十六番目の女が女優を志し、生きていく。
  - 第三話 七回裏[7] 高校卒業を間近に控えた劣等生男子三人が自分たちのこれまでの冴えない高校生活に逆転を図ろうと奮闘。
  - 第四話 がらん堂[8] 家庭を守って来た五十五歳の主婦が、自分のこれまでの人生に疑問を持ち、女としてギリギリの自分をかけてある勝負に。
- 新聞連載小説（南海日日新聞）
  - 星の降る島 1995年10月-1996年3月
  - 南風に吹かれて（6カ月連載、後に改題書籍化）
  - 板付け舟で都会を行く（9カ月連載、後に書籍化）
  - クラウディライフ（2013年2月-2014年2月）
  - 夕暮れの街から（2017年6月-2023年12月）
- 新聞連載エッセー（南海日日新聞）
  - 紬随筆リレーエッセー
  - 世間百態（ゆやだんだん）1998年1月-2000年12月
「坂の下の幸福」1998年1月7日付
「着ぶくれ国がポイした裸」1998年1月16日付
「凍った花嫁」1998年1月28日付
「通勤地獄の鬼神たち」1998年2月5日付
「言葉たちの受難」 1998年2月18日付
「極楽トンボの底力」1998年2月27日付
「名正しからざれば」1998年3月5日付
「ひねくれ者の応援歌」1998年3月18日付
「おやじのお腹」　1998年3月26日付
「四月の光景」1998年4月8日付
「桜の下に人集う」1998年4月17日付
「筋金入り」1998年4月24日付
「横浜で見たフランスの夢」 1998年5月27日付
「恐怖の左バック」1998年6月24日付
「幸せの白い便器」1998年7月8日付
「ブブーンといひて夜も寝られず」1998年7月15日付
「かき捨てた旅の恥」1998年7月22日付
「真夏の夜の狂騒曲」1998年8月5日付
「檻の中の『安全』」1998年8月19日付
「夏のつれづれ」1998年8月26日付
「アメリカ子連れ狼」 1998年9月3日付
「年を老い、夢を追い」1998年9月17日付
「招かれざる客」1998年10月8日付
「銭が基本の世の中なれど」1998年10月4日付
「シマパラダイス」1998年10月28日付
「走り去る栄光」1998年11月5日付
「昇らぬ太陽」1998年11月18日付
「この親にして」1998年12月3日付
「美しきことは楽しき哉」1998年12月16日付
「心のコンパス」1998年12月30日付
「世紀末歌合戦」1999年1月7日付
「賀状人生模様」1999年1月14日付
「頭掻くか字書くか」1999年1月21日付
「安心の源」1999年2月3日付
「思いやりの中年走者」1999年2月10日付
「もらえない者は幸いである」1999年2月23日付
「即席の恋」1999年3月4日付
「料理の変人」1999年3月11日付
「流行りものはただ去って行き」1999年3月24日付
「ヒーローたち」1999年4月1日付
「人生の栄養剤」1999年4月14日付
「選ばれる者に憑く魔力」1999年4月22日付
「良心を捨てて沈む泥の船」1999年5月5日付
「小さな箱のラビリンス」1999年5月13日付
「光の中で踊れ」1999年5月26日付
「藍より青く、父より高く」1999年6月3日付
「白百合の哀愁」1999年6月17日付
「我を照らす友あり」1999年6月24日付
「ポジションチェンジ」1999年7月8日付
「忘却の川で溺れる者」1999年7月15日付
「悲しき前座」1999年7月22日付
「本当に怖い話」1999年8月5日付
「命の洗濯機」1999年8月19日付
「終の結果はみな同じ」1999年9月1日付
「祭りの陰に咲く男花」1999年9月9日付
「長生き国の幼稚園」1999年9月16日付
「線の向こうの別世界」1999年9月23日付
「備えあっても憂いあり」1999年10月7日付
「打ち出の小槌」1999年10月14日付
「人ありて酒あり、酒ありて人あり」1999年10月21日付
「砂漠を行く旅」1999年11月4日付
「夕陽に向かって突っ走れ」1999年11月18日付
「運命の疫病神」1999年11月25日付
「燃えんか! 演歌」1999年12月2日付
「明るいリベンジ楽しい社会」1999年12月9日付
「やはり野に置け二男坊」1999年12月16日付
「ありふれてある楽しさはまた強し」1999年12月23日付
「二千年、ただの旅路の道しるべ」2000年1月6日付
「鍋の教え」2000年1月15日付
「八卦八段嘘八百の潤滑油」2000年1月20日付
「ツゴーの上に咲く勝手花」2000年2月3日付
「火曜スーパー劇場」2000年2月10日付
「鳥と闇とコンサート」2000年2月23日付
「器」2000年3月9日付
「どこかの誰かより強い者なし」2000年3月23日付
「存在の耐えられる軽さ」2000年4月6日付
「それぞれの春」2000年4月13日付
「男の世界」2000年4月20日付
「口は軽く、体は重く」2000年5月4日付
「闇に埋もれた十七の心」2000年5月11日付
「非現実への旅」200年5月25日付
「隠れダンサー」2000年6期7日付
「正義の中年腹」2000年6月15日付
「妖怪たちの笑顔」2000年6月22日付
「この宰相にして」2000年7月6日付
「中学哀話」2000年7月13日付
「とかく金のかかるもの」2000年7月20日付
「相手にされなくなる前に」2000年8月3日付
「避暑地」2000年8月17日付
「慶と弔の狭間で」2000年9月7日付
「不便な便利」2000年9月14日付
「使者」2000年9月21日付
「世に尽きぬ者たち」2000年10月21日付
「姿なきささやき魔」2000年10月19日付
「未知との遭遇・刺激編」2000年11月2日付
「正統お粗末道」2000年11月6日付
「根性」2000年11月30日付
「天上天下唯我独歌」2000年12日付14日付
「人類を変えるもの」2000年12月21日付

- 紙上座談会（南海日日新聞）
  - 砂守勝巳（写真家）、島尾伸三（写真家）、盛岡茂美
  - 刀禰和夫（画家）、酒井正子（島唄研究家）、盛岡茂美 （2000年1月23日付）
- 寄稿
  - 「現代空間における『戦争』の位置」（南海日日新聞1987年11月2日付）後に「群論 ゆきゆきて神軍」倒語社 1988年2月15日発行に収載。
  - 「時代を見張る力と明日を創る力」（「それぞれの奄美論・50」 2001年5月20日発行 南方新社に収載）
  - 「『個』を排除するデジタル社会」（南日本新聞1996年12月27日付）　
  - 「太陽（ティダ）と奄美とバスケット」（南海日日新聞1997年8月13日付）
  - 「シマヌマブリよ、声高に叫べ 上・下」（南海日日新聞2010年5月8日付）
  - 「閉塞社会からの脱却 上・下」（南海日日新聞2011年9月15日、16日付）
  - 「しなやかな知性の統治する国を」（南海日日新聞2013年5月）
  - 「民主主義を憂う」（南海日日新聞2013年12月）
  - 「悲嘆の先へ 上・下」（南海日日新聞2015年2月19日、20日付）
  - 「『ヤバい国』への点と線 上・下」（南海日日新聞2015年8月5日、6日付）
  - 「今こそ平和への道案内に 上・中・下」（南海日日新聞2016年2月3日、4日、5日付）
  - 「岐路に立つ『学校』上・中・下」（南海日日新聞2016年8月18日、19日、20日付）
  - 「大国の狭間で奄美はどこへ向かうのか 上・下」（南海日日新聞2017年3月15日、16日、17日付）

- 講演
  - 終戦記念講演「夕暮れの街からムンがたり」奄美・憲法九条の会ネットワーク 2022年8月14日

- その他
  - 「島尾敏雄事典」（勉誠出版、2000年7月1日）執筆参加[9]
  - 演劇 中年男優二人芝居「WAIT」作・演出[10] 2014年11月荻窪小劇場にて上演。